# Dolichodynerus tanynotus
Dolichodynerus tanynotus är en stekelart som först beskrevs av Cameron 1909.  Dolichodynerus tanynotus ingår i släktet Dolichodynerus och familjen Eumenidae. Inga underarter finns listade i Catalogue of Life.